# Ungoliant fabulosa
Espèce
Synonymes
- Macropsalis fabulosa Phillipps & Grimmett, 1932

Ungoliant fabulosa est une espèce d'opilions eupnois de la famille des Neopilionidae.

## Distribution
Cette espèce est endémique de l’Île du Nord en Nouvelle-Zélande. Elle se rencontre vers Rimutaka Hill et Karori Hills.

## Description
La carapace du mâle holotype mesure 3 mm de long sur 4 mm.
La carapace de la femelle décrite par Taylor en 2011 mesure 2,41 mm de long sur 3,68 mm.

## Systématique et taxinomie
Cette espèce a été décrite sous le protonyme Macropsalis fabulosa par Phillipps et Grimmett en 1932. Elle est placée dans le genre Forsteropsalis par Taylor en 2011 puis dans le genre Ungoliant par Taylor en 2025.

## Publication originale
- Phillipps & Grimmett, 1932 : « Some new Opiliones from New Zealand. » Proceedings of the Zoological Society of London, vol. 102, p. 731–740.